# 阿音札鲁特战役
阿音札鲁特战役（Battle of Ain Jalut， معركة عين جالوت），亦作艾因札鲁特战役，是1260年9月3日在巴勒斯坦北部进行的一场战役，对战双方是埃及穆斯林的马木留克王朝和蒙古帝国的西征军队，该战役以埃及军队全胜而告终，亦使推進至巴勒斯坦的蒙古帝国未能进一步向西侵略到非洲。
马木留克王朝在這場戰爭中勝利的真正原因是1259年7月27日蒙哥大汗的去世，負責西征的旭烈兀率領蒙古軍主力回師爭奪汗位，僅留下为数不多的蒙古軍，數量上遠遠少於原先用於攻打西亞地區時的兵力，最終馬木留克軍在其主帥帶頭衝鋒的鼓舞下奮勇反攻，擊敗了蒙古軍。
旭烈兀於1262年回到伊兒汗國後，並沒有率領其主力對马木留克王朝進行報復，因為他與金帳汗國信仰伊斯蘭教的別兒哥汗對1258年掠奪巴格達一事結仇，結果導致伊兒汗國和金帳汗國兩汗國之間的激烈戰爭，使他再也沒有精力去顧及马木留克王朝。
马木留克蘇丹忽秃思的手下拜巴爾表現出色，但他向蘇丹請求以阿勒頗為封地卻得不到，遂在回埃及途中殺死蘇丹，自立為第四代蘇丹。

## 戰事
戰事於9月3日清晨爆發，鏖戰至傍晚。起先蒙古軍擊潰马木留克左翼部隊，再轉攻马木留克司令部所在中軍，但遭到马木留克司令部1萬中軍箭雨抵抗，2萬蒙古馬軍（含同盟的亞美尼亞重騎兵軍共約1萬多人）三次衝鋒傷亡慘重，最后马木留克以人數優勢反擊成功，而蒙古将领怯的不花陣亡。